# Sankt Egidien
Sankt Egidien es un municipio situado en el distrito de Zwickau, en el estado federado de Sajonia (Alemania), a una altitud de 260 metros. Su población a finales de 2016 era de unos 3200 habitantes y su densidad poblacional, 150 hab/km².